# Gnophos marsicaria
Gnophos marsicaria là một loài bướm đêm trong họ Geometridae.